# L'irresistibile Mr. John
L'irresistibile Mr. John (Trouble Along the Way) è un film del 1953 diretto da Michael Curtiz.
È un film commedia statunitense con John Wayne nel ruolo di un allenatore di football americano, Donna Reed e Charles Coburn.

## Produzione
Il film, diretto da Michael Curtiz su una sceneggiatura di Melville Shavelson, Jack Rose e, non accreditato, James Edward Grant, fu prodotto da Melville Shavelson per la Warner Bros. Pictures e girato nei Warner Brothers Burbank Studios, a Burbank e in vari college di Los Angeles, in California dall'ottobre al dicembre del 1952. Il titolo di lavorazione del film era Alma Mater.

## Distribuzione
Il film fu distribuito negli Stati Uniti il 4 aprile 1953 dalla Warner Bros. Pictures.
Le altre uscite internazionali del film sono state:
- nel Regno Unito il 27 luglio 1953
- in Svezia il 9 novembre 1953 (En chans på tusen)
- in Danimarca il 15 marzo 1954 (Muntert besvær)
- in Finlandia il 30 aprile 1954 (Tie voittoon)
- in Spagna il 24 maggio 1954 (Un conflicto en cada esquina)
- in Portogallo il 23 giugno 1954 (Barreiras Vencidas)
- in Francia il 19 gennaio 1955 (Un homme pas comme les autres)
- in Germania Ovest (Ärger auf der ganzen Linie)
- in Brasile (Atalhos do Destino)
- in Belgio (L'homme de bonne volonté)
- in Italia (L'irresistibile Mr. John)

## Critica
Secondo il Morandini il film è "indomabilmente ottimista, pieno di trucchi sentimentali e lacrimatori". Risulterebbero ottime le interpretazioni degli attori, con un Coburn "spassoso". Secondo Leonard Maltin il film è "cucito addosso ad un Wayne insolitamente sentimentale".

## Promozione
Le tagline sono:
- "That all-man "Quiet Man" has a new kind of dame to tame!".
- "Wild, Wayne and Wonderful All The Way!".